# Effectifs de la Coupe du monde de rugby à XV 2007

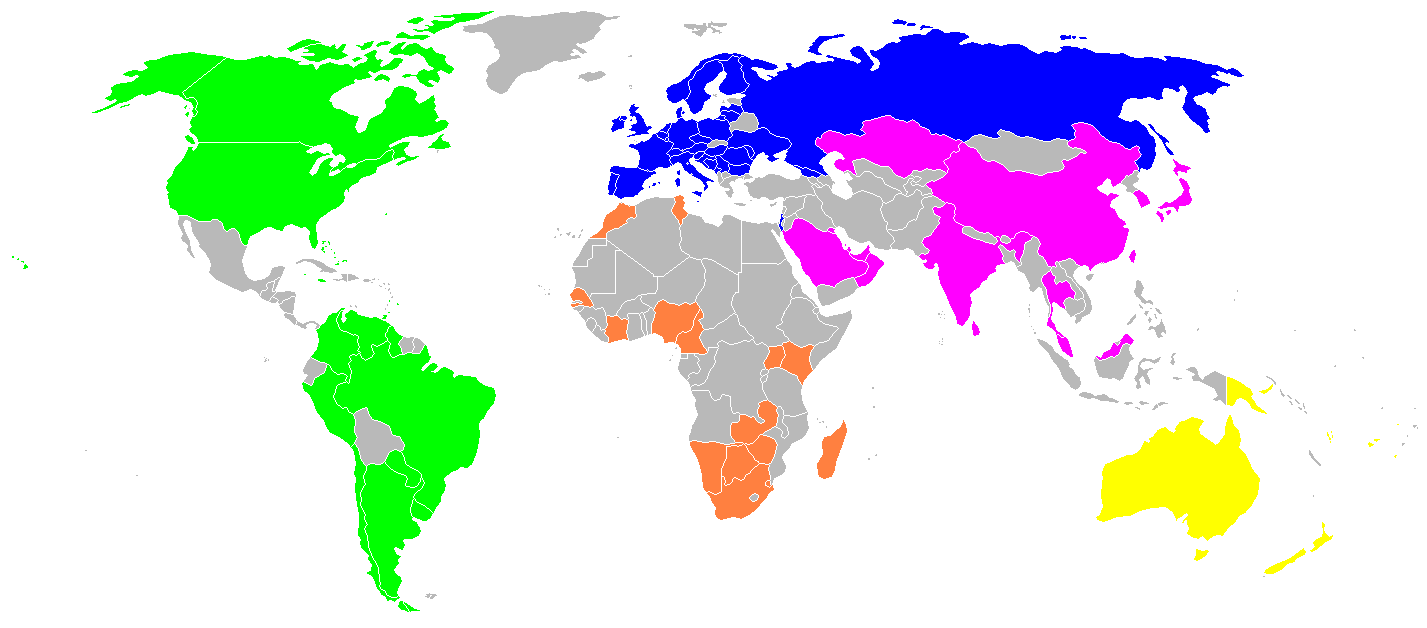
Pays participants par zone de qualifications pour la coupe du monde 2007.

Cet article présente les effectifs de la Coupe du monde de rugby à XV 2007 des vingt sélections qui disputent la compétition en France, au pays de Galles et en Écosse du 7 septembre au 20 octobre 2007. Chaque équipe donne initialement une liste de trente joueurs. Celle-ci peut-être amendée au fur et à mesure de la compétition si des blessures surviennent.

## Poule A

### Angleterre
La sélection tient compte du forfait de David Strettle. Toby Flood rejoint l'équipe après l'arrêt de Jamie Noon pour blessure. Josh Lewsey, blessé pendant la demi-finale face à la France, est forfait pour la finale et est remplacé par Nick Abendanon.
| Entraîneur | Entraîneur             | Brian Ashton                                                              |
| Avants     | Pilier                 | Perry Freshwater, Andrew Sheridan, Matt Stevens, Phil Vickery             |
| Avants     | Talonneur              | George Chuter, Lee Mears, Mark Regan                                      |
| Avants     | Deuxième ligne         | Steve Borthwick, Ben Kay, Simon Shaw                                      |
| Avants     | Troisième ligne aile   | Lewis Moody, Tom Rees, Joe Worsley                                        |
| Avants     | Troisième ligne centre | Martin Corry, Lawrence Dallaglio, Nick Easter                             |
| Arrières   | Demi de mêlée          | Andy Gomarsall, Shaun Perry, Peter Richards                               |
| Arrières   | Demi d'ouverture       | Jonny Wilkinson, Olly Barkley                                             |
| Arrières   | Centre                 | Mike Catt, Andy Farrell, Dan Hipkiss, Jamie Noon, Mathew Tait, Toby Flood |
| Arrières   | Ailier                 | Jason Robinson, Paul Sackey                                               |
| Arrières   | Arrière                | Mark Cueto, Josh Lewsey                                                   |

### Samoa
La fédération de rugby des Samoa, ou Samoa Rugby Football Union, a communiqué sa liste de 30 joueurs sélectionnés pour représenter les Samoa lors de la coupe du monde 2007. Brian Lima participe pour la 5e fois à une coupe du monde, un record. Trois joueurs doivent déclarer forfait lors des jours précédant la compétition en raison de blessures subies en match de préparation ou à l'entraînement : Donald Kerslake (côtes), Filipo Levi (plancher orbital) et Anitele'a Tuilagi (poignet). Tani Fuga, pourtant talonneur, remplace le pilier Kerslake, et Alfie Vaeluaga, un troisième ligne, prend la place de Levi, qui joue deuxième ligne. À la suite du match contre les Tonga, Muliufi Salanoa est blessé. Il est remplacé par Fosi Palaamo.
| Entraîneur | Entraîneur             | Michael Jones                                                          |
| Avants     | Pilier                 | Census Johnston, Justin Va'a, Kas Lealamanu'a                          |
| Avants     | Talonneur              | Mo Schwalger, Muliufi Salanoa, Silao Vaisola Sefo, Tani Fuga           |
| Avants     | Deuxième ligne         | Kane Thompson, Daniel Leo, Siu Lafaialii                               |
| Avants     | Troisième ligne aile   | Semo Sititi, Ulia Ulia, Justin Purdie, Alfie Vaeluaga                  |
| Avants     | Troisième ligne centre | Henry Tuilagi, Iosefa Tekori                                           |
| Arrières   | Demi de mêlée          | Steven So'oialo, Junior Poluleuligaga                                  |
| Arrières   | Demi d'ouverture       | Loki Crichton, Lolo Lui                                                |
| Arrières   | Centre                 | Seilala Mapusua, Eliota Fuimaono-Sapolu, Jerry Meafou, Elvis Seveali'i |
| Arrières   | Ailier                 | Brian Lima, David Lemi, Lome Fa'atau, Alesana Tuilagi                  |
| Arrières   | Arrière                | Gavin Williams                                                         |

### Afrique du Sud
Lors de l'annonce de la liste les joueurs, Deon Carstens (pilier), Faan Rautenbach (pilier), Jacques Cronjé (avant), Waylon Murray (centre) et Breyton Paulse (ailier) sont en réserve. Pierre Spies est forfait, il est remplacé numériquement par Bismarck du Plessis.
Le 10 septembre, le centre Jean de Villiers se blesse au biceps gauche (déchirure) lors du premier match contre les Samoa et doit déclarer forfait. Il est remplacé par Wayne Julies.
Le 1er octobre, Jannie du Plessis remplace BJ Botha dans le groupe à la suite de sa blessure contre les États-Unis lors du dernier match de la phase de poule.
| Entraîneur | Entraîneur             | Jake White                                                                    |
| Avants     | Pilier                 | BJ Botha, Jannie du Plessis, Os du Randt, Gurthrö Steenkamp, CJ van der Linde |
| Avants     | Talonneur              | Gary Botha, Bismarck du Plessis, John Smit (cap.)                             |
| Avants     | Deuxième ligne         | Bakkies Botha, Victor Matfield, Johann Muller, Albert van den Berg            |
| Avants     | Troisième ligne aile   | Schalk Burger, Danie Rossouw, Juan Smith, Wikus van Heerden                   |
| Avants     | Troisième ligne centre | Bobby Skinstad                                                                |
| Arrières   | Demi de mêlée          | Fourie du Preez, Ricky Januarie, Ruan Pienaar                                 |
| Arrières   | Demi d'ouverture       | Butch James, Andre Pretorius                                                  |
| Arrières   | Centre                 | Jean de Villiers, Jaque Fourie, Wynand Olivier, Wayne Julies                  |
| Arrières   | Ailier                 | Bryan Habana, Akona Ndungane, JP Pietersen, Ashwin Willemse                   |
| Arrières   | Arrière                | Percy Montgomery, François Steyn                                              |

### États-Unis
L'arrière François Viljoen, blessé à un genou lors d'un entraînement, déclare forfait 10 jours avant la compétition. Il est remplacé par Andrew Osborne.
| Entraîneur | Entraîneur             | Peter Thorburn                                                                  |
| Avants     | Pilier                 | Mike MacDonald, Chris Osentowski, Jonathan Vitale, Matekitonga Moeakiola        |
| Avants     | Talonneur              | Blake Burdette, Owen Lentz                                                      |
| Avants     | Deuxième ligne         | Mark Aylor, Luke Gross, Mike Mangan, Hayden Mexted, Alec Parker, Louis Stanfill |
| Avants     | Troisième ligne aile   | Inaki Basauri, Fifita Mounga, Dan Payne, Todd Clever                            |
| Avants     | Troisième ligne centre | Henry Bloomfield                                                                |
| Arrières   | Demi de mêlée          | Chad Erskine, Mike Petri                                                        |
| Arrières   | Demi d'ouverture       | Mike Hercus, Valenese Malifa                                                    |
| Arrières   | Centre                 | Philip Eloff, Vahafolau Esikia, Thretton Palamo, Albert Tuipulotu, Salesi Sika  |
| Arrières   | Ailier                 | Paul Emerick, Takudzwa Ngwenya, Chris Wyles                                     |
| Arrières   | Arrière                | Andrew Osborne                                                                  |

### Tonga
| Entraîneur | Entraîneur             | Kutusi Fielea                                                                 |
| Avants     | Pilier                 | Toma Toke, Mosese Moala, Taufa'ao Filise, Soane Tonga'uiha, Siosateki Mata'u  |
| Avants     | Talonneur              | Ephraim Taukafa, Aleki Lutui                                                  |
| Avants     | Deuxième ligne         | Paino Kelekolio Hehea, Inoke Afeaki (cap.), Lisiate Fa'aoso                   |
| Avants     | Troisième ligne aile   | Emosi Kauhenga, Otenili Langilangi, Tevita Tu'uhoko, Finau Maka, Viliami Vaki |
| Avants     | Troisième ligne centre | Osaiasi Filipine                                                              |
| Arrières   | Demi de mêlée          | Soane Havea, Enele Taufa                                                      |
| Arrières   | Demi d'ouverture       | Pierre Hola, Tevita Tu'ifua                                                   |
| Arrières   | Centre                 | Epi Taione, Joseph Vaka, Suka Hufanga, Isileli Tupou                          |
| Arrières   | Ailier                 | Ualosi Kailea, Seti Kiole, Aisea Havili                                       |
| Arrières   | Arrière                | Vungakoto Lilo, Sione Tuipulotu, Hudson Tonga'uiha                            |

## Poule B

### Australie
L'ailier Mark Gerrard se rompt un ligament du genou gauche quelques minutes après le début du premier match de poule contre le Japon. Forfait, il est remplacé par Cameron Shepherd (Western Force). Les sélectionneurs avaient également considéré  Clinton Schifcofske (Queensland Reds). Morgan Turinui remplace David Lyons.
| Entraîneur | Entraîneur             | John Connolly                                                                                   |
| Avants     | Pilier                 | Al Baxter, Matt Dunning, Greg Holmes, Guy Shepherdson                                           |
| Avants     | Talonneur              | Adam Freier, Sean Hardman, Stephen Moore                                                        |
| Avants     | Deuxième ligne         | Mark Chisholm, Hugh McMeniman, Nathan Sharpe, Daniel Vickerman                                  |
| Avants     | Troisième ligne aile   | Rocky Elsom, George Smith, Phil Waugh                                                           |
| Avants     | Troisième ligne centre | David Lyons, Wycliff Palu, Stephen Hoiles, Morgan Turinui                                       |
| Arrières   | Demi de mêlée          | Sam Cordingley, George Gregan                                                                   |
| Arrières   | Demi d'ouverture       | Berrick Barnes, Stephen Larkham                                                                 |
| Arrières   | Centre                 | Adam Ashley-Cooper, Matt Giteau, Stirling Mortlock (cap.), Scott Staniforth                     |
| Arrières   | Ailier                 | Mark Gerrard (remplacé par Cameron Shepherd pendant la compétition), Lote Tuqiri, Drew Mitchell |
| Arrières   | Arrière                | Julian Huxley, Chris Latham                                                                     |

### Canada
Stan McKeen et Nathan Hirayama ont été enlevés de la liste de 32 joueurs établie initialement par Ric Suggitt.
| Entraîneur | Entraîneur             | Ric Suggitt                                                                 |
| Avants     | Pilier                 | Scott Franklin, Dan Pletch, Mike Pletch, Rod Snow, Jon Thiel, Kevin Tkachuk |
| Avants     | Talonneur              | Pat Riordan                                                                 |
| Avants     | Deuxième ligne         | Michael Burak, Jamie Cudmore, Mike James, Luke Tait                         |
| Avants     | Troisième ligne aile   | David Biddle, Adam Kleeberger, Mike Webb, Colin Yukes                       |
| Avants     | Troisième ligne centre | Sean-Michael Stephen, Aaron Carpenter                                       |
| Arrières   | Demi de mêlée          | Ed Fairhurst, Matt Weingart, Morgan Williams (cap.)                         |
| Arrières   | Demi d'ouverture       | Ander Monro, Ryan Smith                                                     |
| Arrières   | Centre                 | Craig Culpan, Derek Daypuck, David Spicer, Nick Trenkel                     |
| Arrières   | Ailier                 | Justin Mensah-Coker, James Pritchard                                        |
| Arrières   | Arrière                | Mike Pyke, DTH van der Merwe                                                |

### Fidji
L'ailier Filimone Bolavucu est blessé à la cheville. Forfait, il est remplacé par Sireli Bobo.
| Entraîneur | Entraîneur             | Ilivasi Tabua                                                                                    |
| Avants     | Pilier                 | Graham Dewes, Alefoso Yalayalatabua, Jone Railomo, Henry Qiodravu                                |
| Avants     | Talonneur              | Sunia Koto, Vereniki Sauturaga, Bill Gadolo                                                      |
| Avants     | Deuxième ligne         | Ifereimi Rawaqa, Kele Leawere, Isoa Domolailai, Wame Lewaravu, Jone Qovu                         |
| Avants     | Troisième ligne aile   | Netani Talei, Semisi Naevo, Sisa Koyamaibole, Aca Ratuva                                         |
| Avants     | Troisième ligne centre | Akapusi Qera                                                                                     |
| Arrières   | Demi de mêlée          | Mosese Rauluni                                                                                   |
| Arrières   | Demi d'ouverture       | Nicky Little, Waisea Luveniyali                                                                  |
| Arrières   | Centre                 | Jone Daunivucu, Seremaia Bai, Seru Rabeni, Kameli Ratuvou, Maleli Kunavore, Gabiriele Lovobalavu |
| Arrières   | Ailier                 | Vilimoni Delasau, Isoa Neivua, Filimone Bolavucu, Sireli Bobo                                    |
| Arrières   | Arrière                | Norman Ligairi                                                                                   |

### Japon
La sélection japonaise comprend trois joueurs néo-zélandais : Luke Thompson, Phil O'Reilly et Hare Makiri. La vedette Daisuke Ohata doit déclarer forfait 10 jours avant le début de la compétition, après s'être rompu le tendon d'Achille gauche lors d'un match de préparation contre le Portugal et est remplacé par Tomoki Kitagawa. Le demi d'ouverture Eiji Ando, également touché au genou lors de ce match, est remplacé numériquement par un ailier, Tatsuya Kusumi. Le demi de mêlée Yuki Yatomi a été remplacé pour le match contre le Canada par Chulwon Kim.
| Entraîneur | Entraîneur             | John Kirwan                                                                         |
| Avants     | Pilier                 | Ryō Yamamura, Masahito Yamamoto, Tomokazu Soma, Tatsukichi Nishiura                 |
| Avants     | Talonneur              | Yuji Matsubara, Mitsugu Yamamoto                                                    |
| Avants     | Deuxième ligne         | Takanori Kumagae, Luatangi Vatuvei, Luke Thompson, Yasunori Watanabe                |
| Avants     | Troisième ligne aile   | Hitoshi Ono, Hajime Kiso, Hare Makiri, Philip O'Reilly                              |
| Avants     | Troisième ligne centre | Takuro Miuchi (cap.), Takamichi Sasaki                                              |
| Arrières   | Demi de mêlée          | Yuki Yatomi, Tomoki Yoshida, Chulwon Kim                                            |
| Arrières   | Demi d'ouverture       | Kousei Ono                                                                          |
| Arrières   | Centre                 | Shotaro Onishi, Yuta Imamura, Koji Taira, Bryce Robins                              |
| Arrières   | Ailier                 | Nataniela Oto, Hirotoki Onozawa, Christian Loamanu, Tatsuya Kusumi, Tomoki Kitagawa |
| Arrières   | Arrière                | Kosuke Endo, Go Aruga                                                               |

### Pays de Galles
Gavin Henson et Ryan Jones doivent déclarer forfait.
| Entraîneur | Entraîneur             | Gareth Jenkins                                                              |
| Avants     | Pilier                 | Chris Horsman, Gethin Jenkins, Adam Jones, Duncan Jones, Thomas Rhys Thomas |
| Avants     | Talonneur              | Huw Bennett, Matthew Rees                                                   |
| Avants     | Deuxième ligne         | Ian Evans, Ian Gough, Will James, Alun Wyn Jones                            |
| Avants     | Troisième ligne aile   | Colin Charvis, Jonathan Thomas, Martyn Williams                             |
| Avants     | Troisième ligne centre | Michael Owen, Alix Popham                                                   |
| Arrières   | Demi de mêlée          | Gareth Cooper, Dwayne Peel, Mike Phillips                                   |
| Arrières   | Demi d'ouverture       | James Hook, Stephen Jones, Ceri Sweeney                                     |
| Arrières   | Centre                 | Sonny Parker, Jamie Robinson, Tom Shanklin                                  |
| Arrières   | Ailier                 | Mark Jones, Dafydd James, Gareth Thomas (cap.), Shane Williams              |
| Arrières   | Arrière                | Kevin Morgan                                                                |

## Poule C

### Écosse
À noter la présence des deux frères Lamont au poste d'ailier. Scott Murray et Chris Paterson disputent une 3e coupe du monde.
| Entraîneur | Entraîneur             | Frank Hadden                                                                |
| Avants     | Pilier                 | Gavin Kerr, Allan Jacobsen, Euan Murray, Craig Smith                        |
| Avants     | Talonneur              | Ross Ford, Scott Lawson, Fergus Thomson                                     |
| Avants     | Deuxième ligne         | Jason White (cap.), Jim Hamilton, Nathan Hines, Scott Murray, Scott MacLeod |
| Avants     | Troisième ligne aile   | John Barclay, Kelly Brown, David Callam                                     |
| Avants     | Troisième ligne centre | Simon Taylor, Allister Hogg                                                 |
| Arrières   | Demi de mêlée          | Chris Cusiter, Mike Blair                                                   |
| Arrières   | Demi d'ouverture       | Chris Paterson, Dan Parks                                                   |
| Arrières   | Centre                 | Rob Dewey, Marcus Di Rollo, Andrew Henderson, Simon Webster                 |
| Arrières   | Ailier                 | Rory Lamont, Sean Lamont, Nikki Walker                                      |
| Arrières   | Arrière                | Hugo Southwell                                                              |

### Italie
La sélection italienne compte un nouveau capé, le joueur fidjien Manoa Vosawai qui évolue à Overmach Cariparma. Alessandro Troncon dispute sa 4e coupe du monde. Carlo Del Fava était initialement dans la liste des 30 joueurs retenus, mais il a dû déclarer forfait à cause d'une blessure au genou. Il devait être remplacé par Fabio Staibano, mais ce dernier n'a pas été retenu car ses examens médicaux n'étaient pas satisfaisants. Finalement, c'est Del Fava qui a été rappelé.
| Entraîneur | Entraîneur             | Pierre Berbizier                                                           |
| Avants     | Pilier                 | Matías Agüero, Martin Castrogiovanni, Andrea Lo Cicero, Salvatore Perugini |
| Avants     | Talonneur              | Carlo Festuccia, Leonardo Ghiraldini, Fabio Ongaro                         |
| Avants     | Deuxième ligne         | Valerio Bernabo, Marco Bortolami, Carlo Del Fava, Santiago Dellapè         |
| Avants     | Troisième ligne aile   | Robert Barbieri, Mauro Bergamasco, Alessandro Zanni, Manoa Vosawai         |
| Avants     | Troisième ligne centre | Sergio Parisse, Josh Sole                                                  |
| Arrières   | Demi de mêlée          | Pablo Canavosio, Paul Griffen, Alessandro Troncon                          |
| Arrières   | Demi d'ouverture       | Ramiro Pez                                                                 |
| Arrières   | Centre                 | Mirco Bergamasco, Gonzalo Canale, Andrea Masi                              |
| Arrières   | Ailier                 | Ezio Galon, Matteo Pratichetti, Kaine Robertson, Marko Stanojevic          |
| Arrières   | Arrière                | David Bortolussi, Roland de Marigny                                        |

### Nouvelle-Zélande
La 30e place est attribué au pilier Greg Somerville qui relève de blessure.
| Entraîneur | Entraîneur             | Graham Henry                                                   |
| Avants     | Pilier                 | Carl Hayman, Neemia Tialata, Tony Woodcock, Greg Somerville    |
| Avants     | Talonneur              | Andrew Hore, Keven Mealamu, Anton Oliver                       |
| Avants     | Deuxième ligne         | Chris Jack, Keith Robinson, Ali Williams                       |
| Avants     | Troisième ligne aile   | Jerry Collins, Richie McCaw (cap.), Chris Masoe, Reuben Thorne |
| Avants     | Troisième ligne centre | Sione Lauaki, Rodney So'oialo                                  |
| Arrières   | Demi de mêlée          | Andrew Ellis, Byron Kelleher, Brendon Leonard                  |
| Arrières   | Demi d'ouverture       | Daniel Carter, Nick Evans                                      |
| Arrières   | Centre                 | Luke McAlister, Aaron Mauger, Conrad Smith, Isaia Toeava       |
| Arrières   | Ailier                 | Doug Howlett, Joe Rokocoko, Sitiveni Sivivatu                  |
| Arrières   | Arrière                | Mils Muliaina, Leon MacDonald                                  |

### Portugal
André Da Silva, Gonçalo Uva et David Penalva disputent le championnat de France.
| Entraîneur | Entraîneur             | Tomaz Morais                                                                 |
| Avants     | Pilier                 | Joaquim Ferreira, Cristian Spachuk, Rui Cordeiro, André Da Silva, Juan Murré |
| Avants     | Talonneur              | João Correia, Duarte Figueiredo                                              |
| Avants     | Deuxième ligne         | Marcello D'Orey, Gonçalo Uva, David Penalva                                  |
| Avants     | Troisième ligne aile   | João Uva, Juan Severino, Tiago Girão, Paulo Murinello                        |
| Avants     | Troisième ligne centre | Vasco Uva (cap.), Diogo Coutinho                                             |
| Arrières   | Demi de mêlée          | Luís Pissarra, José Pinto                                                    |
| Arrières   | Demi d'ouverture       | Duarte Cardoso Pinto, Pedro Cabral (en), Gonçalo Malheiro                    |
| Arrières   | Centre                 | Diogo Mateus, Miguel Portela de Morais                                       |
| Arrières   | Ailier                 | Frederico Sousa, Pedro Carvalho, Diogo Gama, David Mateus, Gonçalo Foro      |
| Arrières   | Arrière                | António Aguilar, Pedro Leal                                                  |

### Roumanie
L'ailier Ion Teodorescu se blesse au genou lors d'un entraînement le jour de l'ouverture de la compétition et déclare forfait. Il est remplacé par Constantin Dascalu. Stefan Ciuntu a rejoint la sélection pendant la sélection.
| Entraîneur | Entraîneur             | Daniel Santamans, Robert Antonin                                           |
| Avants     | Pilier                 | Petru Bălan, Bogdan Bălan, Cezar Popescu, Petrisor Toderasc, Silviu Florea |
| Avants     | Talonneur              | Marius Tincu, Razvan Mavrodin                                              |
| Avants     | Deuxième ligne         | Sorin Socol (cap.), Cristian Petre, Valentin Ursache, Augustin Petrechei   |
| Avants     | Troisième ligne aile   | Ovidiu Tonița, Florin Corodeanu, Cosmin Ratiu                              |
| Avants     | Troisième ligne centre | Alexandru Manta, Alexandru Tudori                                          |
| Arrières   | Demi de mêlée          | Valentin Calafeteanu, Lucian Sîrbu                                         |
| Arrières   | Demi d'ouverture       | Ionuț Dimofte, Ionut Tofan, Dănuț Dumbravă                                 |
| Arrières   | Centre                 | Romeo Gontineac, Minya Csaba Gal, Dan Vlad                                 |
| Arrières   | Ailier                 | Catalin Fercu, Gabriel Brezoianu, Florin Vlaicu, Stefan Ciuntu             |
| Arrières   | Arrière                | Iulian Dumitraș, Cătălin Nicolae                                           |

## Poule D

### Argentine
Martín Gaitán est forfait à la suite de problèmes cardiaques survenus après le match amical qui opposait les Argentins aux Gallois, il est remplacé par Hernán Senillosa. Horacio Agulla est le seul joueur amateur des demi-finales.
| Entraîneur | Entraîneur             | Marcelo Loffreda                                                                      |
| Avants     | Pilier                 | Marcos Ayerza, Santiago González Bonorino, Omar Hasan, Rodrigo Roncero, Martín Scelzo |
| Avants     | Talonneur              | Mario Ledesma, Alberto Vernet Basualdo                                                |
| Avants     | Deuxième ligne         | Patricio Albacete, Rimas Álvarez Kairelis, Ignacio Fernández Lobbe, Esteban Lozada    |
| Avants     | Troisième ligne aile   | Martín Durand, Juan Manuel Leguizamón, Lucas Ostiglia, Martín Schusterman             |
| Avants     | Troisième ligne centre | Juan Martín Fernández Lobbe, Gonzalo Longo                                            |
| Arrières   | Demi de mêlée          | Horacio Agulla, Nicolás Fernández Miranda, Agustín Pichot (cap.)                      |
| Arrières   | Demi d'ouverture       | Felipe Contepomi, Federico Todeschini                                                 |
| Arrières   | Centre                 | Manuel Contepomi, Gonzalo Tiesi, Hernán Senillosa                                     |
| Arrières   | Ailier                 | Lucas Borges, José María Núñez Piossek                                                |
| Arrières   | Arrière                | Ignacio Corleto, Juan Martín Hernández, Federico Serra                                |

### France
Thierry Dusautoir remplace Elvis Vermeulen qui a dû déclarer forfait, victime d'une hernie discale. Sylvain Marconnet déclare forfait, victime d'une fracture de fatigue à la malléole, il est remplacé par Nicolas Mas. Raphaël Ibañez, Fabien Pelous et Christophe Dominici disputent leur 3e coupe du monde.
| Entraîneur | Entraîneur             | Bernard Laporte                                                       |
| Avants     | Pilier                 | Pieter de Villiers, Olivier Milloud, Jean-Baptiste Poux, Nicolas Mas  |
| Avants     | Talonneur              | Sébastien Bruno, Raphaël Ibañez (cap.), Dimitri Szarzewski            |
| Avants     | Deuxième ligne         | Lionel Nallet, Fabien Pelous, Jérôme Thion, Sébastien Chabal          |
| Avants     | Troisième ligne aile   | Serge Betsen, Thierry Dusautoir, Rémy Martin, Yannick Nyanga          |
| Avants     | Troisième ligne centre | Julien Bonnaire, Imanol Harinordoquy                                  |
| Arrières   | Demi de mêlée          | Jean-Baptiste Élissalde, Pierre Mignoni                               |
| Arrières   | Demi d'ouverture       | Lionel Beauxis, Frédéric Michalak, David Skrela                       |
| Arrières   | Centre                 | Yannick Jauzion, David Marty, Damien Traille                          |
| Arrières   | Ailier                 | Vincent Clerc, Christophe Dominici, Cédric Heymans, Aurélien Rougerie |
| Arrières   | Arrière                | Clément Poitrenaud                                                    |

### Géorgie
Vingt-sept joueurs évoluent dans le championnat de France, les exceptions sont : Zviad Maisuradze, Bidzina Samkharadze et George Elizbarashvili.
| Entraîneur | Entraîneur             | Malkhaz Tcheishvili, David Chavleishvili, Paata Narimanashvili                                                         |
| Avants     | Pilier                 | Irakli Giorgadze, Goderdzi Shvelidze, Avto Kopaliani, Mamuka Magrakvelidze, Davit Khinchaguishvili, Davit Zirakashvili |
| Avants     | Talonneur              | Akvsenti Giorgadze |
| Avants     | Deuxième ligne         | Victor Didebulidze, Mamuka Gorgodze, Levan Datunashvili                                                                |
| Avants     | Troisième ligne aile   | Ilia Zedguinidze, Gia Labadze, Besso Udessiani, Rati Urushadze, Georgi Chkhaidze, Zviad Maissuradze                    |
| Avants     | Troisième ligne centre | Ilia Maissuradze |
| Arrières   | Demi de mêlée          | Irakli Abuseridze, Bidzina Samkharadze                                                                                 |
| Arrières   | Demi d'ouverture       | Pavie Jimsheladze, Merab Kvirikashvili                                                                                 |
| Arrières   | Centre                 | Otar Eloshvili, Davit Kacharava                                                                                        |
| Arrières   | Ailier                 | Bessik Khamashuridze, Irakli Machkhaneli, Giorgi Shkinin, Giorgi Elizbarashvili, Malkhaz Urjukashvili                  |
| Arrières   | Arrière                | Otar Barkalaia, Revaz Gigauri                                                                                          |

### Irlande
Brian O'Driscoll est blessé lors d'un match de préparation contre l'Aviron bayonnais, il ne dispute pas le premier match de la coupe du monde.
| Entraîneur | Entraîneur             | Eddie O'Sullivan                                                    |
| Avants     | Pilier                 | Rory Best, Simon Best, John Hayes, Marcus Horan, Bryan Young        |
| Avants     | Talonneur              | Jerry Flannery, Frankie Sheahan                                     |
| Avants     | Deuxième ligne         | Donncha O'Callaghan, Paul O'Connell, Malcolm O'Kelly                |
| Avants     | Troisième ligne aile   | Neil Best, Simon Easterby, Denis Leamy, Alan Quinlan, David Wallace |
| Avants     | Troisième ligne centre | Stephen Ferris                                                      |
| Arrières   | Demi de mêlée          | Isaac Boss, Eoin Reddan, Peter Stringer                             |
| Arrières   | Demi d'ouverture       | Ronan O'Gara, Paddy Wallace                                         |
| Arrières   | Centre                 | Gordon D'Arcy, Brian O'Driscoll, Andrew Trimble                     |
| Arrières   | Ailier                 | Shane Horgan, Denis Hickie, Brian Carney                            |
| Arrières   | Arrière                | Girvan Dempsey, Geordan Murphy, Gavin Duffy                         |

### Namibie
Skipper Badenhorst est forfait pour raisons familiales.
| Entraîneur | Entraîneur             | Hakkies Husselman                                                 |
| Avants     | Pilier                 | Jane du Toit, Kees Lensing, Johnny Redelinghuys, Marius Visser    |
| Avants     | Talonneur              | Hugo Horn, Bratley Langenhoven, Johannes Meyer, Piet van Zyl      |
| Avants     | Deuxième ligne         | Nico Esterhuize, Domingo Kamongo, Wacca Kazombiaze, Heino Senekal |
| Avants     | Troisième ligne aile   | Tinus du Plessis, Herman Lintvelt, Michael MacKenzie              |
| Avants     | Troisième ligne centre | Jacques Burger, Jacques Nieuwenhuis                               |
| Arrières   | Demi de mêlée          | Eugene Jantjies, Jurie van Tonder                                 |
| Arrières   | Demi d'ouverture       | Morne Schreuder                                                   |
| Arrières   | Centre                 | Lu-Wayne Botes, Du Preez Grobler, Emile Wessels                   |
| Arrières   | Ailier                 | Melrick Africa, John Drotsky, Deon Mouton, Ryan Witbooi           |
| Arrières   | Arrière                | Heini Bock, Tertius Losper                                        |

## Camps de base
Les camps de base des équipes durant la coupe du monde, pour le logement et l'entraînement :
- Afrique du Sud : à Noisy-le-Grand
- Angleterre : à Versailles
- Argentine : à Paris (première semaine) puis à Lyon
- Australie : à Montpellier
- Canada : à Bordeaux (logement) et à Lormont (entraînement)
- Écosse : à L'Étrat
- États-Unis : à Lille puis à Lyon
- Fidji : à Moissac
- France : à Linas-Marcoussis puis à Cardiff, puis de nouveau à Linas-Marcoussis (entraînement seulement) et à Neuilly-sur-Seine (logement)[36]
- Galles : à Saint-Nazaire (entraînement) et à Pornichet (logement)
- Géorgie : à Villefranche-sur-Saône
- Irlande : à Bordeaux
- Italie : à Marseille puis à Saint-Rémy-de-Provence
- Japon : à Toulouse
- Namibie : à Marseille et à La Ciotat
- Nouvelle-Zélande : à Marseille puis à Aix-en-Provence
- Portugal : au Chambon-sur-Lignon (logement et entraînement) et à Tence (entraînement nocturne ou couvert)
- Roumanie : à Agen
- Samoa : à Courbevoie (entraînement) et à Neuilly-sur-Seine (logement)
- Tonga : à Clapiers